# Garthia gaudichaudii
Garthia gaudichaudii (плямистий гекон чилійський) — вид геконоподібних ящірок родини Phyllodactylidae. Мешкає в Чилі. Названий на честь французького ботаніка Шарля Годішо-Бопре.

## Підвиди
- Garthia gaudichaudii gaudichaudii Duméril & Bibron, 1836
- Garthia gaudichaudii dorbignii (Duméril & Bibron, 1836)
- Garthia gaudichaudii klugei Donoso-Barros, 1970

## Поширення і екологія
Чилійські плямисті гекони поширені в Чилі, в регіонах Антофагаста, Атакама і Кокімбо, спостерігалися у Вальпараїсо. Вони живуть в пустельних районах, порослих чагарниками, кактусами і пуйями, і в заростях чилійської маторалі, на висоті до 1100 м над рівнем моря. Ведуть нічний спосіб життя, вдень ховаються серед каміння.